# Джон Сілі Таунсенд
Джон Сілі Едвард Таунсенд (англ. John Sealy Townsend; 1868—1957) — британський фізик і математик. Професор Оксфордського університету. Проводив дослідження електричної провідності газів, а також прямі вимірювання величини переносимого електричного заряду.

## Життєпис
Народився в ірландському місті Голвей в родині професора королівського коледжу Голуея. У 1885 році вступив в дублінський Триніті-Коледж, де став найкращим учнем з математики. Закінчивши коледж у Дубліні, виграв стипендію ім. Максвелла і поступив в Триніті-коледж Кембриджського університету, де навчався разом з Е. Резерфордом. Керівником Таунсенда став Дж. Дж. Томсон, з яким він працював в Кавендіській лабораторії. Там ним була розроблена теорія темного газового розряду, що носить тепер його ім'я.
У 1900 році Таунсенд стає професором фізики Оксфордського університету. Там в 1920-х роках він проводить серію експериментів з вивчення розсіювання електронів атомами газів. У процесі цих робіт було відкрито ефект Рамзауера — Таунсенда, що полягає в аномальному зменшенні перерізу розсіювання для низькоенергетичних електронів.
У 1903 році був обраний до Лондонського королівського товариства.
У 1914 році був нагороджений медаллю Г'юза.
У 1941 року Таунсенд було присвоєно звання сера. У тому ж році, відмовившись від навчання солдатів, був змушений піти у відставку із займаної посади. Решту років провів в Оксфорді, де і помер в 1957 році.

## Основні праці
- The Theory of Ionisation of Gases by Collision (1910)
- Motion of Electrons in Gases (1925)
- Electricity and Radio Transmission (1943)
- Electromagnetic Waves (1951)